# Eduardo Barros
Eduardo Maciel de Barros (Campinas, 8 de março de 1985), é um treinador de futebol brasileiro. Atualmente comanda o Cuiabá.

## Carreira
Nascido em Campinas, São Paulo, começou sua carreira no Paulínia, atuando de sub-11 a sub-19 antes de passar para Novorizontino em 2012. Trabalhou no sub-13 do Atlético Paranaense e no sub-19 do Coritiba antes de ser nomeado Assistente do Fernando Diniz no Audax em 9 de dezembro de 2015.
Continuou a trabalhar com Diniz nos anos seguintes, sendo auxiliar no Oeste, Audax e Atlético. Em junho de 2018, com a saída de Diniz, permaneceu no Atlético, sendo nomeado adjunto do Kelly na equipa de sub-23. No dia 8 de março seguinte, foi nomeado técnico dos sub-19.
Em 5 de novembro de 2019, foi nomeado técnico interino do plantel principal do Campeonato Brasileiro Série A, após a saída de Tiago Nunes. Sua primeira partida profissional ocorreu no dia seguinte, empate em casa por 0–0 contra o Cruzeiro.
No dia 4 de dezembro de 2019, foi confirmado como treinador dos sub-23 do Campeonato Paranaense para 2020 e assumiu a interinidade do time principal após a demissão de Dorival Júnior. Em 22 de outubro de 2020, foi demitido do clube.

## Títulos
Amazonas
- Campeonato Amazonense: 2025[3]